# Crkvina (Šamac)
Crkvina (szerbül: Црквина), település Bosznia-Hercegovinában, Šamac községben, a Szerb Köztársaság északi régiójában.

## Fekvése
A település Bosznia-Hercegovina északi részén, Dobojtól légvonalban 42, közúton 61 km-re északkeletre, községközpontjától légvonalban és közúton 4 km-re délnyugatra, a Szávamenti-síkságon, a Boszna jobb partja közelében, a Boszna egyik holtága mellett, 88-92 méteres magasságban fekszik. Fontos közúti és vasútvonalak haladnak át Crkvinán. Itt halad át a Boszniai Szerb Köztársaság nyugati és keleti részét összekötő főút, valamint a Szarajevó - Doboj - Šamac - Brčko - Bijeljina irányban, majd a szerb határátkelőhely felé vezető út. A vasúti közlekedés tekintetében egy fontos út is áthalad ezen a településen Ploče - Szarajevó - Šamac irányban, majd a határátkelőn át. Crkvina körülbelül 5 kilométerre található a Horvát Köztársaság határátkelőhelyétől, és mindössze 15 kilométerre a Zágráb - Belgrád autópályától.

## Népessége
| Nemzetiségi csoport | Népesség 1991 | Népesség 2013 |
| ------------------- | ------------- | ------------- |
| Szerb               | 1581          | 1224          |
| Bosnyák             | 1             | 3             |
| Horvát              | 18            | 16            |
| Jugoszláv           | 85            | 3             |
| Egyéb               | 19            | 5             |
| Összesen            | 1704          | 1251          |

## Története
A település már a középkorban is templomos hely volt. Ezt bizonyítják a középkori templom és temető maradványai. A rómaiak korábbi jelenlétéről árulkodik, hogy a templomba római téglákat is beépítettek.
Az első írásos feljegyzések szerint az 1548-as török összeírásban, a Nenostva (Gradačac) plébánián (járásban) említik Crkvica vagy Križevac falut. A történészek úgy vélik, hogy ez valójában a mai Crkvina. Ezt erősíti Marijan Maravić püspök 1655. március 15-i feljegyzése, amely Crkvište falut említi. E jelentések szerint úgy tartják, hogy a katolikus lakosság 1548-tól legkésőbb 1685-ig élt Crkvinában. Milenko S. Filipović etnológus által feljegyzett hagyomány szerint Crkvinát egykor Vrljikának hívták. Állítólag a név akkor változott meg, amikor az árvizek egy templomot sodortak a faluba, és azóta is Crkvinának hívják. Ez nem is annyira lehetetlen, ha tudjuk, hogy a törökök megengedték a szerbeknek, hogy rönk- vagy cölöptemplomokat építsenek, és csak néhány félreeső helyen. Ezért magas vízállás idején találtak ilyen templomot a Boszna folyóban. Az is történhetett, hogy ez akkor történt, amikor a Boszna folyómedre hirtelen megváltozott. 1548 és 1851 között azonban, amikor Crkvinát egy dokumentum a jelenlegi nevén említi, a Crkvica (Križevac) és a Crkvište néven kívül más név nem szerepel. Ennek alapján állították, hogy fontos utak keresztezték egymást ezen a helyen. Egy 1718-ból származó osztrák térképen, amelyet az 1716-os osztrák-török háború után készítettek, a falu Crkvište néven szerepel. Számos forrás szerint akkoriban egy elhagyatott település volt, amelyet a 18. század közepén kezdtek el betelepíteni a Hercegovinából, Montenegróból, Polimljéből és a Felső-Drina vidékéről érkező ortodox szerbek. Crkvina a 19. század első felében stabilan szerb faluvá vált.
A szlavón főparancsnokság 1834. március 2-án Vinkovciban írt jelentése említi jobbágyok Ahmed bég gradačaci mutestelim általi bántalmazását és letartóztatását a gradačaci járásban. A jelentés szerint a letartóztatottak között volt egy crkvinai lakos is, akit néhány nap múlva, váltságdíj ellenében szabadon engedtek. Crkvina lakosai meghajoltak a török hatóságok előtt. Ez abban az időben történt, amikor a parasztjobbágyok és a muszlim bégek közötti ellentétek nagyon hangsúlyosak voltak. Ezek a vallási intolerancia következményei is voltak, ahol a jobbágyokat kegyetlenül terrorizálták és kizsákmányolták. Crkvina ebben az időszakban az osztály- és nemzeti öntudat központja is volt. A falu a muszlim száműzöttek és a török megszálló hatóságok elleni lázadások és felkelések szervezésének egyik központjává vált, amelyek egyre inkább a terror alkalmazásához folyamodtak. Crkvina egyik legkiemelkedőbb alakja Risto Jejić volt, aki 1829 és 1832 között született. Boszniai herceg volt, az 1858-as boszniai krajnai és boszniai posavinai parasztfelkelések szervezője és vezetője. Tagja volt a szerb kormány titkos nemzeti szervezeteinek Bosznia-Hercegovinában, valamint 1858 és 1863 között a moszkvai Szlavofil Bizottság tagja volt. Katona volt, kiemelkedő képességekkel a lázadó osztagok szervezésében és vezetésében, meggyőző politikus és diplomata. Együttműködött Danilo Petrović montenegrói herceggel, valamint Miloš és Mihajlo Obrenovic szerb hercegekkel. Az egyháztörténet másik jelentős alakja Jaćim Stefanović pap volt. Ő közvetítő volt a boszniai posavinai lázadók és a Szerb Fejedelemség között, ahonnan utasításokat adott a felkelésre. Részt vett a fegyverek és lőszerek beszerzésében, valamint a felkelés előkészítésében. 11 évig török fogoly volt, végül a konstantinápolyi patriarchátusnak valahogy sikerült megállapodnia a török hatóságokkal a hazatéréséről. 1886-ban, húsvét vasárnapján hunyt el, és a környék egyik legtiszteletreméltóbb embereként emlékeztek rá.
A település 1878-ig tartozott az Oszmán Birodalomhoz. Ekkor a berlini kongresszus határozata alapján az Osztrák-Magyar Monarchia része lett. 1879-ben az első osztrák-magyar népszámlálás során az Orašjei járáshoz tartozó településnek, 107 háztartása és 650 ortodox lakosa volt. 1910-ben a Gradačaci járáshoz tartozó településen 171 háztartást és 1013 ortodox lakost találtak. A monarchia szétesésével 1918-ban előbb a Szerb-Horvát-Szlovén Királyság, majd 1929-től a Jugoszláv Királyság része lett. 1921-ben a Bosanski Šamac-i járáshoz tartozó településnek 1012 lakosa volt, mind ortodox szerbek. Az 1929-es törvény értelmében, amikor Bosznia-Hercegovinát négy banovinára, Drinskára, Vrbaskára, Zetskára és Primorskára osztották, a település a Vrbaska banovina (Orbászi Bánság) része lett, amelynek székhelye Banja Luka volt. 1939-ben a közigazgatás átszervezésével a Hrvatska banovina (Horvát Bánság) része lett. 
A második világháborúban Jugoszlávia megszállása után a Független Horvát Állam (NDH) része lett. Megalakulásával egyidejűleg elkezdődött Pavelić usztasáinak terrorja Crkvinában és a környező falvakban. Több mint 200 tüntető gyűlt össze a faluban a Háromhatalmi Paktum aláírása elleni tüntetéseken. Az usztasák terrorja Crkvinában és a környező falvakban az ország felszabadulásáig nem állt meg. 36 civil, köztük gyermekek haltak meg az usztasák kezétől. Az antifasiszta nemzeti felszabadító mozgalom soraiban 19 crkvinai harcos adta életét. A második világháború végén ez a falu 55 lakost vesztett, nem számítva azokat a foglyokat, akik a náci táborokból tengerentúlra menekültek. A második világháború után 1992-ig a település a szocialta Jugoszlávia keretében a Bosznia-Hercegovinai Népköztársaság része volt. A boszniai háborút lezáró daytoni békeszerződés rendelkezése alapján az ország területét felosztották a Bosznia-hercegovinai Föderáció és a boszniai Szerb Köztársaság között. A területmegosztás eredményeként a település Šamac község részeként a Szerb Köztársaság területéhez került.

## Nevezetességei
- Az Úr Mennybemenetele tiszteletére szentelt ortodox temploma. Crkvinában a régi templomot 1889-ben Dionisij Ilijević zvornik-tuzlai metropolita szentelte fel. Romos állapota miatt ezt 1998-ban lebontották, és a régi templom anyagát beépítették az újba. A mai Úr Mennybemenetele templomának építése 1999-ben kezdődött Slavko Lukić bijeljinai építész tervei szerint. Az alapokat Zvornik-Tuzla püspöke, Vasilije Kačavenda szentelte fel június 6-án, az újonnan épült templomot pedig 2003. július 27-én. A tölgyfa ikonosztázt Bane Nikolić kragujevaci mester készítette, az ikonosztázon lévő ikonokat Goran Pešić čačaki művész festette. A templomot ugyanő festette ki 2006 és 2015 között. A crkvinai ortodox plébániához Gornja Crkvina, Donja Crkvina és Škarić települések tartoznak.[9]

- Crkvina – késő középkori templom és temető maradványai. A helyszínen faragott kövek és habarcs, valamint római téglák töredékei találhatók. Utóbbiak másodlagosan kerülhettek beépítésre. Az épületmaradványok mellett temető maradványai is találhatók több sírfedőlap töredékével.[5]

## Fordítás
- Ez a szócikk részben vagy egészben  a(z)   Црквина (Шамац) című szerb Wikipédia-szócikk ezen változatának fordításán alapul.  Az eredeti cikk szerkesztőit annak laptörténete sorolja fel. Ez a jelzés csupán a megfogalmazás eredetét és a szerzői jogokat jelzi, nem szolgál a cikkben szereplő információk forrásmegjelöléseként.